# Franck Évrard
Franck Évrard est un écrivain et universitaire français né le 1er juillet 1960 à Paris où il est mort le 20 juin 2013.

## Biographie
Après des études de Lettres modernes, Franck Evrard soutient en 1986 une thèse de troisième cycle en littérature (sous la direction de Jean-Pierre Richard), consacrée au Mur de Sartre, et en 1993, une thèse en Arts du spectacle (sous la direction de Michel Corvin) sur la représentation du corps cadavérique dans le théâtre contemporain.
Après avoir dirigé la revue de littérature et de création Contre-Vox, il a été professeur à l'Université Paris VII - Diderot ainsi que professeur de latin et de français au collège Blaise Pascal à Massy (Essonne). Il meurt à l'âge de 52 ans le 20 juin 2013 à la suite d'une crise cardiaque.

### Récits
- Enfances démontées (récits), Paris, Editinter, 2002
- L’Odeur du bonsaï avant licenciement, recueil de nouvelles, Edilivre, 2009

### Théâtre
- Luna, Arles, Actes Sud/ Papiers, 1984
- Faits divers pour un non-lieu, éditions du Laquet, 2001

### Dictionnaires
- Dictionnaire de la pornographie, collaboration sous la direction de Philippe Di Folco, Paris, PUF, 2005

### Essais, anthologies et préfaces
- Claude François et les sirènes de la postmodernité, Kirographaires, 2012
- L'érotique du tennis, préface de Denis Grozdanovitch, Éditions Hermann, 2011.
- L’Atelier d’écriture, illustrations d’Alban Giner, Ellipses, 2009
- Culture générale, Paris, Pearson, 2008
- La Littérature populaire. Une révolution culturelle (XIXe siècle et début du XXe siècle), SCEREN (CNDP), double DVD, 2008
- Les Vraies Difficultés de la langue française, Paris, La Maison du dictionnaire, 2007
- Sexyvilisation (sous la direction de Roger Dadoun), Paris, Punctum, 2007
- Dictionnaire passionné du football, Paris, PUF, « Perspectives critiques », 2006
- Jeux autobiographiques, Paris, Ellipses, 2006
- La Littérature au présent (sous la direction de D. Viart), Paris, Bordas, 2006
- Jeux théâtraux, Paris, Ellipses, 2006
- Le Treizième au noir, Paris, E-dite, 2004
- La Littérature érotique ou l’écriture du plaisir, Toulouse, Milan, coll. « Les Essentiels », 2003
- Jeux linguistiques, Paris, Ellipses, 2003
- L'Érotique des lunettes, Paris, Imago, 2003
- De la fellation dans la littérature, Paris, Le Castor astral, 2001, préface Anna Alter
- Introduction à « Pas de fantômes sans fumée », dans Gérard Prévot, L'invitée de Lorelei, Fleuve Noir, Paris, coll. « Bibliothèque du Fantastique », 1999, p. 469-474
- Mythes et mythologies de la Grèce antique, Toulouse, Milan, 1999
- Flaubert, en collaboration avec Bernard Valette, Paris, Ellipses, 1999
- Albert Camus, Paris, Ellipses, 1998
- Effeuillages romanesques (la représentation du strip-tease), Paris, Nizet, 1997
- La Nouvelle, Paris, Seuil, coll. « Memo », 1997
- Faits divers et littérature, Paris, Nathan, 1997
- L'Humour, Paris, Hachette Supérieur, 1996
- Lire le roman policier, Paris, Dunod, 1996
- Michel Foucault, Paris, Bertrand-Lacoste, coll. « Références », 1995
- Le Théâtre français du XXe siècle, Paris, Ellipses, 1995
- Roland Barthes, Paris, Bertrand-Lacoste, coll. « Références », 1994